# 車いすラグビー日本代表
車いすラグビー日本代表（くるまいすラグビーにほんだいひょう）は、一般社団法人日本車いすラグビー連盟が編成する、車いすラグビー男女混合ナショナルチーム。2004年アテネパラリンピックに初出場以降、2024年パリパラリンピックまで6大会連続で出場し、2024パリ大会で金メダル、2016リオ大会と2020東京大会では銅メダルを獲得している。IWRFアジア・オセアニア選手権では2023年までの11大会のうち10大会でメダルを獲得。

## 直近の動向
- 2025年2月6日 - 9日：2025ジャパンパラ車いすラグビー競技大会（千葉ポートアリーナで開催）に、日本代表が出場。オーストラリア・フランス・イギリスと競う[1]。暫定ヘッドコーチに中谷英樹、アシスタントコーチを岸光太郎が務める[2]。
- 3月31日：ヘッドコーチの岸光太郎が退任。4月1日に中谷英樹が新任[2]。
- 4月18日 - 20日：三井不動産 車いすラグビー SHIBUYA CUP 2025を、国立代々木競技場第一体育館で開催。日本、アメリカ合衆国、オーストラリアが参加[3]。 この大会で第一体育館（本会場）を使用するのは初めて[3]。3勝3敗で、2位となった[4]。
- 7月24日 - 26日：2025ジャパンパラ車いすラグビー競技大会（ウイングアリーナ刈谷）
- 11月20日 - 24日：アジア・オセアニアチャンピオンシップ（タイで開催）[5]

## 世界ランキング
2009年11月9日付けの世界ランキングは、1位アメリカ合衆国、2位オーストラリア、3位カナダ、4位ベルギー、5位ニュージーランド、6位スウェーデン、7位 日本、8位ドイツだった。
2022年、車いすラグビー世界選手権（デンマーク大会）で、日本代表は3位決定戦で地元デンマーク代表を61－57で破り、銅メダルを獲得した。これにより、日本は2022年6月10日にWWR世界ランキングが初めて1位となった。
2024年6月12日付けの世界ランキングは、日本が3位。1位オーストラリア、2位アメリカ合衆国、4位イギリス、5位カナダ、6位フランス、7位デンマーク、8位ニュージーランド。
2024年9月2日に、2024パリパラリンピックの結果により更新され、日本が1位となった。以下、2位オーストラリア、3位アメリカ合衆国、4位フランス、5位イギリス、6位カナダ、7位デンマーク、8位ニュージーランドと続く。
最新の世界ランキングは、ワールドウィルチェアーラグビー（WWR）公式サイト「World Rankings」を参照のこと。ランキング算出方法は、「World Rankings Regulations（世界ランキング規則）」を参照のこと。

## 歴史
1997年4月に、現在の日本車いすラグビー連盟の元となる日本クアドラグビー連盟として設立した。これは1996年にアトランタパラリンピックで車いすラグビーが公開競技として採用されたことを受けてのことであった。その当時、車いすラグビーのクラブチームは既に国内に存在しており、ナショナルチームの結成は円滑に行われた。1997年末にはオーストラリアへの遠征も行われた。「クアド（quad）」とは、英語で四肢まひ・頸髄損傷を意味する「quadriplegia」（クアドリプリジア）の略称。 
2001年、第1回オセアニア選手権（後の IWRFアジア・オセアニア選手権）に日本代表が出場。 

### 2004年 パラリンピック初出場
2004年、日本はアテネパラリンピックに初出場したが、6戦全敗で最下位となった。
2008年北京パラリンピックでも中国に2勝を挙げたのみで、8チーム中7位となった。チームは2012年大会に向けて改善を進め、2011年、IWRFアジア・オセアニア選手権において最初のブレイクスルーを迎えた。日本は同大会において準決勝でニュージーランド代表を49-47で破り、初めて銀メダルを獲得した。
2012年ロンドンパラリンピックでは、プールステージでイギリスとフランスを下し、初めて決勝トーナメントに進出した。
2014年からアジアパラ競技大会でも車いすラグビーが採用され、日本代表は同大会で優勝した。
翌2015年、日本はIWRFアジア・オセアニア選手権で決勝に進出。オーストラリアに56-51で勝利し、初めての金メダルを獲得した。この年、日本は世界ランキング3位に浮上した。

### 2016年 パラリンピック初メダル
2016年リオデジャネイロパラリンピックの3位決定戦でカナダに52-50で勝利し、初の銅メダルを獲得した。
2017年、ヘッドコーチにケビン・オアーが就任。2018年にシドニーで開催の車いすラグビー世界選手権第7回大会でオーストラリアに62-61で勝利し、世界選手権初優勝を果たした。
2020年東京パラリンピックは、新型コロナウイルス感染症の世界的流行により2021年に開催。3位決定戦で前回大会優勝のオーストラリアを60-52で破り、2大会連続の銅メダルを獲得した。

### 2022年 世界ランキング1位
2022年6月2日-5日に開催されたCANADA CUP 2022で優勝し、2022年6月10日にWWR世界ランキングが初めて1位となった。
2022年10月には世界選手権（デンマーク大会）の3位決定戦で、地元デンマーク代表を61－57で破り、銅メダルを獲得した。
2023年2月5日、「2023ジャパンパラ車いすラグビー競技大会」で優勝。参加したオーストラリア・アメリカ・フランス3か国すべてを破った。
2023年7月、アジア・オセアニア地区からのパラリンピック出場1枠をかけた「三井不動産2023ワールド車いすラグビー アジア・オセアニア チャンピオンシップ」で優勝し、2024年パリパラリンピック出場権を得て、6大会連続のパラリンピック出場となる。この試合で、2017年から日本代表ヘッドコーチを務めてきたケビン・オアーが退任した。後任ヘッドコーチは、2012ロンドンパラ、2016リオデジャネイロパラで選手として活躍した岸光太郎。
2023年10月、2023 International Wheelchair Rugby Cup（パリ大会）において、プール戦（予選リーグ）を1位で通過。地元フランス代表を倒して3位となった。
2024年6月8日までに、CANADA CUP 2024において、5試合全勝で予選通過。予選2位オーストラリアを翌9日の決勝戦で倒し、前回2022年大会優勝に続き連覇した。

### 2024年 パラリンピックで金メダル
2024年9月2日（日本時間3日）、2024年パリパラリンピックにおいて、予選全勝に続き、決勝トーナメントを勝ち抜け、初めて金メダルを獲得した。
2025年3月31日、ヘッドコーチの岸光太郎が退任。4月1日に中谷英樹が新任。

## パラリンピック

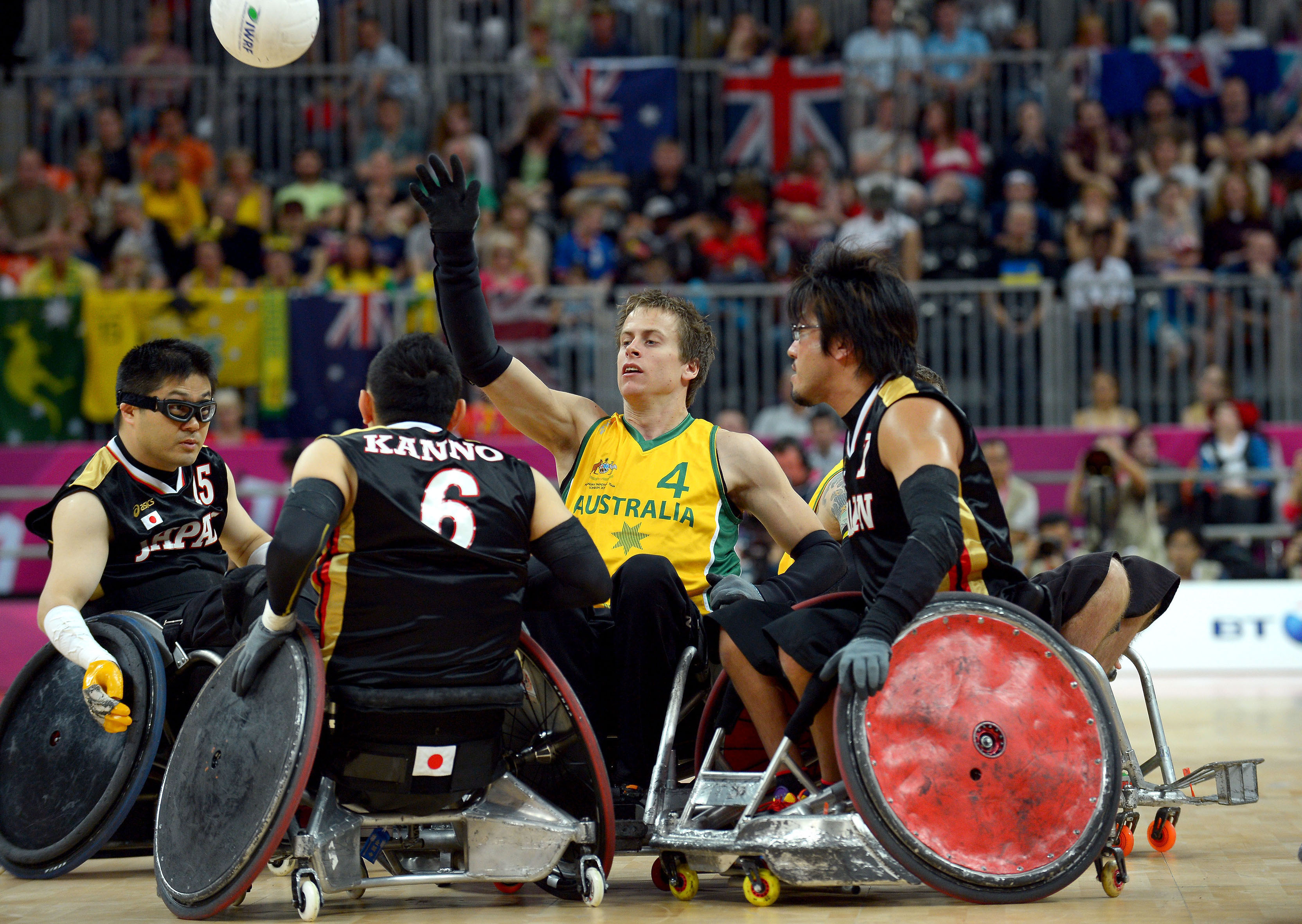
ロンドン大会での日本代表

車いすラグビーは2000年シドニーパラリンピックから公式競技に採用されていたが、日本はアジアの国として初めて2004年アテネ大会に出場した。以降、2024年パリパラリンピックまで6大会連続で出場している。 
2004年アテネパラリンピックで、オーストラリア、ニュージーランド、アメリカ合衆国と同組のプールAとなった。オーストラリアとは48-47の接戦になったものの、プールステージでの総当り3試合は全敗。順位決定トーナメントにおいても1回戦でイギリスに敗れ、最後のメダルのチャンスも逸した。5位-8位決定トーナメントでもベルギーとドイツにそれぞれ1点差で惜敗し、最終成績は6戦全敗の最下位であった。 
2008年北京パラリンピックで、世界ランキングの順位により再びパラリンピック出場権を獲得。日本はカナダ、アメリカ合衆国、中国と同組のプールAとなった。プールステージでは中国にのみ勝利し、1勝2敗でプール3位となった。順位決定トーナメントでも中国にのみ勝利し、最終結果は8チーム中7位の成績に終わった。 
2012年ロンドンパラリンピックで、プールステージにおいてフランスとイギリスを破り、初めての決勝トーナメント進出を決めた。メダルを賭けた準決勝では前回王者オーストラリアと対戦して45-59で敗戦。3位決定戦でもアメリカ合衆国に43-53で敗れ、4位で大会を終えた。
2016年リオデジャネイロパラリンピックで決勝トーナメントを2位で進出、準決勝ではオーストラリアと対戦し57-63で敗退も、3位決定戦でカナダに52-50で勝利しこの種目で初の銅メダルを獲得した。
2020年東京パラリンピックは、新型コロナウイルス感染症の世界的流行により1年順延し2021年の開催となった。初戦のフランス戦は53対51で逆転勝ちしたが、準決勝でイギリスに49-55で敗れた。3位決定戦で前回大会優勝のオーストラリアを60-52で破り、2大会連続の銅メダルを獲得した。2021年9月、トップパートナーの三井不動産株式会社が、2020年東京パラリンピックで銅メダルを獲得した報奨金として日本代表チームに800万円を贈呈した。
2024年パリパラリンピックへの出場権を2023年7月2日に獲得した。車いすラグビー競技は2024年8月29日から9月2日まで行われ、全戦全勝で初めて金メダルを獲得。9月12日、練習拠点としている東京都渋谷区において、祝賀式典と渋谷センター街でのパレードを行った。

### パラリンピック結果
| 大会                       | 順位 | 出場 チーム数 | 勝 | 負 | 試合1        | 試合2        | 試合3        | 試合4               | 試合5               | 試合6               | 出典   |
| -------------------------- | ---- | ------------- | -- | -- | ------------ | ------------ | ------------ | ------------------- | ------------------- | ------------------- | ------ |
| 2004年アテネ大会           | 8位  | 8チーム       | 0  | 6  | 予選 47-48 ● | 予選 39-54 ● | 予選 35-47 ● | 準々決勝 50-42 ●    | 5-8位順位戦 36-35 ● | 7-8位決定戦 41-40 ● | [ 45 ] |
| 2008年北京大会             | 7位  | 8チーム       | 2  | 3  | 予選 40-48 ● | 予選 37-44 ● | 予選 55-38 ○ | 5-8位順位戦 38-39 ● | 7-8位決定戦 58-32 ○ |                     | [ 46 ] |
| 2012年ロンドン大会         | 4位  | 8チーム       | 2  | 3  | 予選 65-56 ○ | 予選 48-64 ● | 予選 51-39 ○ | 準決勝 45-59 ●      | 3位決定戦 43-53 ●   |                     | [ 47 ] |
| 2016年リオデジャネイロ大会 | 3位  | 8チーム       | 3  | 2  | 予選 50-46 ○ | 予選 57-52 ○ | 予選 56-57 ● | 準決勝 57-63 ●      | 3位決定戦 52-50 ○   |                     | [ 48 ] |
| 2020年東京大会             | 3位  | 8チーム       | 4  | 1  | 予選 53-51 ○ | 予選 60-51 ○ | 予選 57-53 ○ | 準決勝 49-55 ●      | 3位決定戦 60-52 ○   |                     | [ 49 ] |
| 2024年パリ大会             | 1位  | 8チーム       | 5  | 0  | 予選 55-44 ○ | 予選 45-42 ○ | 予選 50-46 ○ | 準決勝 52-51 ○      | 決勝 48-41 ◯        |                     | [ 36 ] |

## 車いすラグビー世界選手権
車いすラグビー世界選手権は、パラリンピック開催年の中間年（2年前・2年後）に行われる。出典：
| 年   | 回    | 開催地                               | 成績            | 備考                                                                          | 出典          |
| ---- | ----- | ------------------------------------ | --------------- | ----------------------------------------------------------------------------- | ------------- |
| 2002 | 第3回 | スウェーデン、ヨーテボリ             | 8位 / 12チーム  | 日本代表が初出場。                                                            | [ 52 ]        |
| 2006 | 第4回 | ニュージーランド、クライストチャーチ | 5位 / 12チーム  |                                                                               | [ 53 ]        |
| 2010 | 第5回 | カナダ、バンクーバー                 | 3位 / 12チーム  | 初の銅メダル。プールステージを3勝2敗の2位で突破。                             | [ 54 ] [ 55 ] |
| 2014 | 第6回 | デンマーク 、オデンセ                | 4位 / 12チーム  | プールステージを4勝1敗の2位で通過。3位決定戦でアメリカ合衆国に62-56で敗れる。 | [ 56 ]        |
| 2018 | 第7回 | オーストラリア、シドニー             | 優勝 / 12チーム | 初優勝。決勝でオーストラリアに62-61で勝利。                                   | [ 13 ] [ 14 ] |
| 2022 | 第8回 | デンマーク、ヴァイレ                 | 3位 / 12チーム  | これにより、2022年6月10日にWWR世界ランキングが初めて1位となった。             | [ 17 ]        |
| 2026 | 第9回 |                                      |                 |                                                                               |               |

## アジア・オセアニア選手権
詳細は「IWRFアジア・オセアニア選手権」を参照。
パラリンピックや世界選手権に向けて、アジア・オセアニア地区での出場権を得る重要な大会となる。日本代表は、2015年大会と2023年大会で優勝している。2023年大会では、2024年パリパラリンピック出場権を得た。

## International Wheelchair Rugby Cup
International Wheelchair Rugby Cupを直訳すると「国際車いすラグビーカップ」となるが、日本車いすラグビー連盟は訳さずに英語表記を使用している。この第1回大会は、15人制大会ラグビーワールドカップ2023の一部として、ラグビーユニオンを統括するワールドラグビー、ラグビーワールドカップ、ラグビーワールドカップ2023フランス組織委員会、そしてフランス障がい者スポーツ連盟との提携のもと、行われた。

### 2023 International Wheelchair Rugby Cup（パリ大会）
- 2023年10月18日 - 22日、15人制ラグビーワールドカップフランス大会の決勝トーナメント期間に、パリで行われた。パリではワールドカップの試合は行われていない。日本のほか、オーストラリア・カナダ・フランス・イギリス・アメリカ・デンマーク・ニュージーランドの8チームが参加した。
- 日本は、4チームずつによるプール戦を1位で突破。準決勝で48-52でオーストラリアに敗れ、3位決定戦で50-49でフランスに勝利し、3位となった[58]。優勝はオーストラリア、準優勝はカナダ[59]。

## Wheelchair Rugby Quad Nations
Wheelchair Rugby Quad Nations（車いすラグビー クアードネイションズ）は、4か国による国際大会。「quad」は「4つの」という意味と、英語で四肢まひ・頸髄損傷を意味する「quadriplegia」（クアドリプリジア）の略称のダブルミーニングとなっている。総当たりの予選ラウンド（各チーム3試合）で予選順位を決め、それをもとに決勝トーナメント（最終順位決定戦。各チーム2試合）を行う。日本は2024年大会で初参加。
| 大会 | 開催日       | 開催地                 | 日本 予選戦績 | 日本 予選順位 | 日本 決勝順位 | 参加国                             | 備考                 |
| ---- | ------------ | ---------------------- | ------------- | ------------- | ------------- | ---------------------------------- | -------------------- |
| 2024 | 4月16日-18日 | カーディフ（イギリス） | 1勝2敗        | 3位           | 優勝          | 日本、アメリカ、イギリス、フランス | [ 60 ] [ 61 ] [ 62 ] |

## CANADA CUP
- 2016年 - 不出場
- 2018年 - 2位/6チーム[63]
- 2022年 - 優勝[64][8]
- 2024年 - 優勝[65][33]

## ジャパンパラ車いすラグビー競技大会
ジャパンパラ車いすラグビー競技大会は、ジャパンパラ競技大会の車いすラグビー部門。主催は日本パラスポーツ協会、共催は日本車いすラグビー連盟。毎年1月下旬、日本代表のほか、海外チームを2～3程度招待して開催している。会場は千葉ポートアリーナ（千葉市中央区）。
- 「ジャパンパラウィルチェアーラグビー競技大会」の名称で2014年度から開催[68]。現在は「ジャパンパラ車いすラグビー競技大会」に名称変更している。
- 新型コロナウイルス感染症の世界的流行を受け、2019年度（2020年開催大会）は中止[69]。2021年開催大会[70]と2022年開催大会[71]は日本国内選手のみで実施した。
- 2023ジャパンパラ車いすラグビー競技大会：2023年2月開催。日本がオーストラリア・アメリカ・フランス参加3か国すべてを破り優勝した[18][19]。
- 2024ジャパンパラ車いすラグビー競技大会：2024年1月開催。参加国は、日本・ドイツ・ブラジル[72]。日本は、決勝戦でブラジルを破り優勝した[73]。
- 2025ジャパンパラ車いすラグビー競技大会：2025年2月6日-9日開催（千葉ポートアリーナ、千葉県千葉市）。参加国は、日本・オーストラリア・フランス・イギリス[1]。決勝で日本が51-48でフランスを破り、優勝した[74]。
- 2025ジャパンパラ車いすラグビー競技大会：2025年7月24日-26日開催（ウイングアリーナ刈谷、愛知県刈谷市）。参加国は、日本・ニュージーランド・韓国。[75]

## SHIBUYA CUP
SHIBUYA CUP（しぶやカップ）は、日本車いすラグビー連盟が主催する国際大会。2022年11月に第1回が開催された。主に、次世代を担う選手たちが出場する。
- 【第1回】三井不動産 2022 車いすラグビー SHIBUYA CUP：2022年11月19日-20日、国立代々木競技場第二体育館（東京都渋谷区神南）。日本とオーストラリアが参加[76]。日本が4戦4勝[77]。
- 【第2回】三井不動産 車いすラグビー SHIBUYA CUP 2024：2024年11月18日-20日、国立代々木競技場第二体育館。日本とオーストラリアが参加[78]。日本は1勝3敗[79]。
- 【第3回】三井不動産 車いすラグビー SHIBUYA CUP 2025：2025年4月18日 - 20日、国立代々木競技場第一体育館。日本、アメリカ合衆国、オーストラリアが参加[3]。 この大会で第一体育館（本会場）を使用するのは初めて[3]。3勝3敗で、2位となった[4]。

## 代表選手・スタッフ
最新の国際大会の選手やスタッフは、日本車いすラグビー連盟WEBサイトの情報も参照のこと。
「障害の程度」は、0.5点から3.5点までの7段階ある。「F」は女子。数値が小さいほど重い障害となる。試合に出る（コートに入る）4人の合計は「8点以下、ただし女子選手がコートにいる場合は8.5点以下」でなければならないし、原則としてチーム全体では男女混成となる（大会により規定が変わる）。

### 2025ジャパンパラ車いすラグビー競技大会日本代表選手
| 障害の程度 | 氏名     | 年齢 | 所属企業                      | 備考 |
| ---------- | -------- | ---- | ----------------------------- | ---- |
| 3.5        | 橋本勝也 | 22   | 日興アセットマネジメント      |      |
| 3          | 池透暢   | 44   | 日興アセットマネジメント      |      |
| 3          | 白川楓也 | 25   | テスホールディングス          |      |
| 2.5        | 青木颯志 | 19   | 東海大学                      |      |
| 2          | 壁谷知茂 | 37   | AIGジャパン・ホールディングス |      |
| 2          | 中町俊耶 | 30   | 三菱オートリース              |      |
| 1.5F       | 月村珠実 | 34   | ペプチドリーム                | 女子 |
| 1.5        | 乗松聖矢 | 34   | SMBC日興証券                  |      |
| 1          | 小川仁士 | 30   | バイエル薬品                  |      |
| 1          | 草場龍治 | 24   | 三建設備工業                  |      |
| 0.5F       | 倉橋香衣 | 34   | 商船三井                      | 女子 |
| 0.5        | 安藤夏輝 | 30   | サムティ                      |      |

| 障害の程度 | 氏名       | 備考       |
| ---------- | ---------- | ---------- |
| 3.5        | 橋本勝也   | キャプテン |
| 3          | 白川楓也   |            |
| 2.5        | 青木颯志   |            |
| 2.5        | 堀貴志     |            |
| 2.5        | 荒武優仁   |            |
| 2.0        | 河江大輝   |            |
| 2.0        | 羽賀理之   |            |
| 1.5        | 草場龍治   |            |
| 1.0        | 若山英史   |            |
| 1.0        | 小川仁士   |            |
| 0.5        | 川口健太郎 |            |
| 0.5        | 長谷川勇基 |            |

### 2024年パリパラリンピック日本代表選手
2024年9月3日現在。
| 障害の程度 | 氏名       | 年齢 | 所属企業                 | 備考     |
| ---------- | ---------- | ---- | ------------------------ | -------- |
| 3.5        | 橋本勝也   | 22   | 日興アセットマネジメント |          |
| 3          | 島川慎一   | 49   | バークレイズ証券         |          |
| 3          | 池崎大輔   | 46   | 三菱商事                 |          |
| 3          | 池透暢     | 43   | 日興アセットマネジメント |          |
| 2          | 羽賀理之   | 39   | ペプチドリーム           |          |
| 2          | 中町俊耶   | 29   | コロプラ                 |          |
| 1.5        | 乗松聖矢   | 34   | SMBC日興証券             |          |
| 1          | 若山英史   | 39   | 静岡銀行                 |          |
| 1          | 小川仁士   | 30   | バイエル薬品             |          |
| 1          | 草場龍治   | 23   | 三建設備工業             | 初の代表 |
| 0.5F       | 倉橋香衣   | 33   | 商船三井                 | 女子     |
| 0.5        | 長谷川勇基 | 31   | ソシエテ・ジェネラル証券 |          |

### パリパラリンピック日本代表 スタッフ
2024年9月3日現在。
| 役職         | 氏名       | 備考 |
| ------------ | ---------- | ---- |
| ヘッドコーチ | 岸光太郎   |      |
| アナリスト   | 中谷英樹   |      |
| マネージャー | 中尾由理   |      |
| 通訳         | 土屋裕志   |      |
| トレーナー   | 中村奈津美 |      |
| トレーナー   | 川﨑淳     |      |
| メカニック   | 川﨑芳英   |      |
| 看護師       | 樋口則之   |      |

### 主な選手
- 青木颯志 - SHIBUYA CUP 2022から出場[85][86]。
- 荒武優仁 - SHIBUYA CUP 2022から出場[85][86]。
- 安藤夏輝 - SHIBUYA CUP 2022から出場[85]。
- 池透暢 - 車いすバスケから転向し、2014年からキャプテンを務める。
- 池崎大輔 - 車いすバスケから転向し、2010年世界選手権ごろから出場。
- 今井友明 - 2016年リオデジャネイロパラリンピックごろから出場。
- 小川仁士 - 2020年東京パラリンピックから出場。
- 壁谷知茂 - SHIBUYA CUP 2022から出場[85][86]。
- 草場龍治 - SHIBUYA CUP 2022から出場、2024年パリパラリンピックに出場[85][87][86]。
- 倉橋香衣 - 日本代表初の女子選手。2020年東京パラリンピック出場。
- 島川慎一 - パラリンピック2004アテネ大会から5大会連続出場。
- 白川楓也 - SHIBUYA CUP 2022から出場[85][86]。
- 鈴木康平 - SHIBUYA CUP 2024に出場[86]。
- 中町俊耶 - 車いすラグビーワールドチャレンジ2019から出場、2024年パリパラリンピックに出場[87]。
- 乗松聖矢 - 2016年リオデジャネイロパラリンピックごろから出場。
- 羽賀理之 - 2010年世界選手権ごろから出場。
- 橋本勝也 - 2018年世界選手権ごろから出場。
- 長谷川勇基 - 車いすラグビーワールドチャレンジ2019から出場。
- 堀貴志 - SHIBUYA CUP 2024に出場。
- 山城来 - SHIBUYA CUP 2024に出場。
- 横森史也 - SHIBUYA CUP 2024に出場[86]。
- 若狭天太 - SHIBUYA CUP 2024に出場。
- 若山英史 - 2012年ロンドンパラリンピックごろから出場。
- ヘッドコーチ：岸光太郎 - 選手として2010年世界選手権、2012ロンドンパラ、2016リオデジャネイロパラなど出場[23]。

## 過去の主な選手
- 岸光太郎 - 選手として2010年世界選手権、2012ロンドンパラ、2016リオデジャネイロパラなど。2024パリパラリンピックでの日本代表ヘッドコーチ[23]。
- 荻野晃一 - 選手としてパラリンピック3大会出場（2004アテネ・2008北京・2012ロンドン）、監督として2016リオ大会出場。
- 渡邉翔太 - SHIBUYA CUP 2022に出場[85]。
- 日向顕寛 - SHIBUYA CUP 2022に出場[85]。
- 菅野元揮 - SHIBUYA CUP 2022に出場[85]。
- 永易雄 - 2008年北京パラリンピック、2018年車いすラグビー世界選手権など
- 仲里進 - パラリンピック4大会出場（2004アテネ、2008北京、2012ロンドン、2016リオ）
- 官野一彦 - 2012年ロンドンパラリンピック、2016年リオデジャネイロパラリンピックなど
- 庄子健 - 2012年ロンドンパラリンピック、2016年リオデジャネイロパラリンピックなど
- 山口貴久 - 2016年リオデジャネイロパラリンピックなど
- 川下直教 - 2010年世界選手権、2012年ロンドンパラリンピックなど
- 佐藤佳人 - 2004年アテネパラリンピック、2008年北京パラリンピック、2012年ロンドンパラリンピックなど
- 三阪洋行 - 2004年アテネパラリンピック、2008年北京パラリンピック、2012年ロンドンパラリンピックなど
- 田村学 - 2004年アテネパラリンピック、2008年北京パラリンピック2012年ロンドンパラリンピックなど
- 河野俊介 - 2008年北京パラリンピックなど
- 藤嶋真悟 - 2008年北京パラリンピックなど
- 高橋義信 - 2004年アテネパラリンピック、2008年北京パラリンピックなど
- 室橋卓朗 - 2004年アテネパラリンピック、2008年北京パラリンピックなど
- 守健一 - 2004年アテネパラリンピックなど
- 福井正浩 - 2004年アテネパラリンピックなど
- 伊藤智 - 2004年アテネパラリンピックなど
- 川村政直 - 2004年アテネパラリンピックなど
- ケビン・オアー（ヘッドコーチ） - 2017年就任、2023年7月退任。元アメリカ代表HC、元カナダ代表HC[88]。
- 岩渕典仁（ヘッドコーチ）- 2010年世界選手権、2012年ロンドンパラリンピックなど
- 塩沢康雄（監督） - 2004年アテネパラリンピック、2008年北京パラリンピックなど

## 歴代ヘッドコーチ
| 就任期間                     | 氏名           | 役職名       | 就任時の主要大会                                    | 備考                        |
| ---------------------------- | -------------- | ------------ | --------------------------------------------------- | --------------------------- |
| 2009年まで                   | 塩沢康雄       | 監督         | 2004年アテネパラリンピック 2008年北京パラリンピック | [ 89 ] [ 90 ]               |
| 2009年 - 2014年              | 岩渕典仁       | 監督         | 2012年ロンドンパラリンピック                        | [ 91 ]                      |
| 2014年 - 2017年              | 荻野晃一       | ヘッドコーチ | 2016年リオデジャネイロパラリンピック                | [ 92 ] [ 93 ]               |
| 2017年 - 2023年7月           | ケビン・オアー | ヘッドコーチ | 2020年東京パラリンピック（2021年開催）              | [ 94 ] [ 95 ] [ 96 ] [ 97 ] |
| 2023年8月1日 - 2025年3月31日 | 岸光太郎       | ヘッドコーチ | 2024年パリパラリンピック                            | [ 97 ] [ 98 ] [ 2 ]         |
| 2025年4月1日 -               | 中谷英樹       | ヘッドコーチ |                                                     | [ 2 ]                       |